# Hươu sừng ngắn lông nâu Amazon
Hươu sừng ngắn lông nâu Amazon (danh pháp hai phần: Mazama nemorivaga) là một loài hươu nhỏ thuộc chi Hươu sừng ngắn sống phổ biến ở vùng Nam Mỹ Chúng vốn là phân loài của loài Mazama gouazoubira tách ra thành một loài riêng.

## Phân loài
- Mazama nemorivaga nemorivaga F. Cuvier, 1817[3][4][5][6]
- Mazama nemorivaga permira